# Lexikon zur Homosexuellenverfolgung 1933–1945
Das Lexikon zur Homosexuellenverfolgung 1933–1945, Untertitel Institutionen – Personen – Betätigungsfelder, ist ein 2011 erschienenes Lexikon zur Geschichte der Homosexualität in der Zeit des Nationalsozialismus.
Verfasst hat das Lexikon der Sexualwissenschaftler und Medizinhistoriker Günter Grau; Rüdiger Lautmann lieferte statt eines Vorwortes den Beitrag Emanzipation und Repression – Fallstricke der Geschichte. Das knapp 400 Seite starke Buch bietet neben Schlagworten, Quellenverzeichnis und Bildnachweisen ein eigenes Personenregister zum raschen Auffinden von in dem Lexikon erwähnten Personen.
Das Lexikon erschien 2011 in der Reihe Geschichte, Forschung und Wissenschaft als Band 21 in Berlin und Münster in Verlag Lit unter der ISBN 978-3-8258-9785-7.